# جيمس باري
جيمس باري (بالإنجليزية: James Barry)‏ (و. 1741 – 1806 م) هو رسام من جمهورية أيرلندا، والمملكة المتحدة، ولد في كورك، وكان عضوًا في الأكاديمية الملكية للفنون، توفي في لندن، عن عمر يناهز 65 عاماً.

## روابط خارجية
- جيمس باري على موقع الموسوعة البريطانية (الإنجليزية)